# Videogame (album)
Videogame è un album dei Flaminio Maphia, uscito il 26 maggio 2006. 

## Descrizione
Contiene 12 tracce e consiste nel ritorno del duo romano al vecchio stile. Dopo una parentesi pop, infatti, i Flaminio tornano al rap duro che li ha sempre contraddistinti. Il CD, etichetta BMG, si rivela ottimo nei testi e vede la partecipazione di numerosi ospiti (primi fra tutti Bassi Maestro, Max Pezzali e Club Dogo). Prodotto, composto e arrangiato da Enrico Solazzo.

## Tracce
1. Intro - 1:12
2. Videogame - 3:52
3. La mia bambola - 4:02
4. L'arbitro - 3:25
5. La mia banda suona il rap (con Max Pezzali) - 3:42
6. Scambi di materiale (con Bassi Maestro e Club Dogo) - 6:08
7. My lady - 5:31
8. Il giorno e la notte - 3:02
9. Stella di borgata - 3:38
10. Voglio il motorino - 3:27
11. Ragazzi di strada - 3:38
12. Ora d'aria - 4:57

Tutte le tracce sono composte da Enrico Solazzo, i testi di G-Max e Rude MC tranne "La mia banda suona il Rap" insieme a Max Pezzali e "Scambi di materiale" insieme a Bassi Maestro e Club Dogo.

## Formazione
- Flaminio Maphia (G-Max, Rude MC) – voci, rapping
- Lello Panico – chitarra
- Enrico Solazzo – tastiera, chitarra
- Angelo Trane – sassofono tenore
- Silvia Pagano – cori